# 457

## Evenimente
- Childeric I devine regele merovingian al francilor salieni.
- Iulius Valerius Maiorianus devine împărat roman.
- Leon I devine împărat bizantin.

## Decese
- ianuarie: Marcian (Flavius Marcianus), împărat bizantin, din 450 (n. 392)